# Cornuti

Schild van de Cornuti volgens de Notitia Dignitatum.

De Cornuti ("gehoornden") was een eenheid van de auxilia palatina in het Laat-Romeinse leger. Ze waren actief tussen de vierde en vijfde eeuw. Deze eenheid was waarschijnlijk gerelateerd met de Cornuti seniores en de Cornuti iuniores.

## Geschiedenis
Volgens enkele historici staan ze afgebeeld op de Boog van Constantijn, want de soldaten die getoond worden dragen gehoornde helmen. Op het reliëf over de slag bij Verona (312) staan ze in de eerste linie. Op het reliëf over de slag bij de Milvische Brug zijn ze afgebeeld in een gevecht met de vijandige boogschutters.
De Cornuti behoorden tot de comitatus van Gallië. Het is vermeld dat ze aan de noordelijke grens gestationeerd waren sinds 355. In 357 werd de eenheid geleid door de tribuun Bainobaudes in een aanval tegen de Alemannen die het Romeinse grondgebied waren binnengevallen en die zich hadden teruggetrokken op een klein eiland in de Rijn.
In datzelfde jaar vochten de Cornuti opnieuw tegen de Alemannen tijdens de slag bij Straatsburg, onder leiding van de Caesar Julianus. Toen de Alemannische cavalerie de Romeinse op de vlucht dreef, hielden de Cornuti en hun zustereenheid, de Brachiati, de vijandige ruiters tegen tot Julianus de Romeinse cavalerie opnieuw verzamelde en hen terug in de slag bracht. Ondanks het feit dat de Romeinen als overwinnaar uit de strijd kwamen, sneuvelde Bainobaudes, de tribuun van de Cornuti.
De Cornuti en de Brachiati waren bekend voor hun barritus, een combinatie van een roep en dansstappen.
De Notitia Dignitatum vermeldt het bestaan van de Cornuti seniores onder leiding van de magister peditum praesentalis van het West-Romeinse Rijk. Dezelfde bron geeft ook het bestaan van de Cornuti iuniores, die vochten in de slag bij Adrianopel (378) en later deel uitmaakten van het leger van de magister militum praesentalis van het Oost-Romeinse Rijk. Later werden de Cornuti iuniores samen met de Leones iuniores naar de Porta Aurea van Constantinopel gestuurd om deze te bewaken. Dit staat in een inscriptie die gedateerd wordt op het jaar 413.